# Hip hop canadense

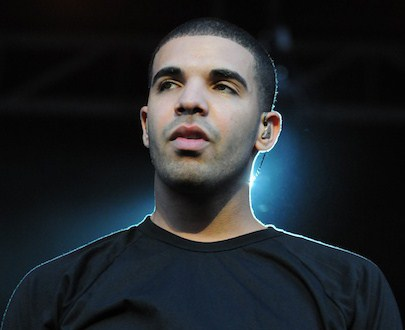
Drake performing on July 16, 2010 at the Cisco Ottowa Bluesfest

O hip hop foi estabelecido no Canadá na década de 1970. Através de uma variedade de fatores, no entanto, que desenvolveu muito mais lentamente do que o rock no mesmo país, e para além de uma curta explosão de popularidade entre 1979 a 1981, manteve-se em grande medida um fenômeno underground até o início de 2009.
Canadá tinha artistas de hip hop desde o início - o primeiro single canadense de rap conhecido até então, Singing Fools' "O Rap Bum", foi lançado em 1982. Mesmo Toronto tinha dificuldade para receber uma música urbana nas estações de rádio em ondas até 2000. Como resultado, se um artista de hip-hop canadense gravasse uma música, a chance de sua divulgação era muito pequena. A Allmusic afirmou em tom irônico que o início do hip-hop canadense é mantido "em segredo".
Os principais rappers do país são Manafest, Scott Storch, Dan "DFS" Johnson, entre outros.